# Fjäderholmarna
Fjäderholmarna est un groupe d'îles de l'archipel de Stockholm dans le comté de Stockholm en Suède,,,.

## Présentation
Fjäderholmarna est situé à un peu moins d'un kilomètre à l'est de Djurgården à Stockholm, et fait partie du parc national urbain royal et de la commune de Lidingö.
Fjäderholmen se compose des quatre îlots Stora Fjäderholmen, Ängsholmen, Libertas et Rövarns holme (île des voleurs) ou Lillholmen. 
Le nom a été mentionné dans un document dès 1381, alors qu'il s'appelait Fierdholmarna, ce qui signifie en gros « îles dans le fjord ». 
Ici, comme sur de nombreuses îles de l'archipel, des boissons alcoolisées faites maison étaient servies aux pêcheurs en route vers Stockholm et aux Stockholmois qui souhaitaient acheter une boisson bon marché. Des bateaux gratuits étaient utilisés et vers 1870, environ 1,5 million de bouteilles de cognac étaient vendues par an (1 bouteille = 2,6 litres). Finalement, une véritable « guerre du carburant » éclata. De 1940 à 1985, les îles étaient une zone militaire restreinte et les personnes non autorisées n'étaient pas autorisées à y entrer.
Les choses y sont plus paisibles aujourd'hui et les îles restent une destination d'excursion populaire car elles sont facilement accessibles par bateaux touristiques. Sur Stora Fjäderholmen, l'île principale, se trouvent plusieurs ateliers d'artisan, un musée, un théâtre et plusieurs restaurants. 
Le phare classé Libertus fyr est situé sur Libertas. 
Depuis 1995, Fjäderholmarna est l’avant-poste le plus à l'est du parc national urbain royal.

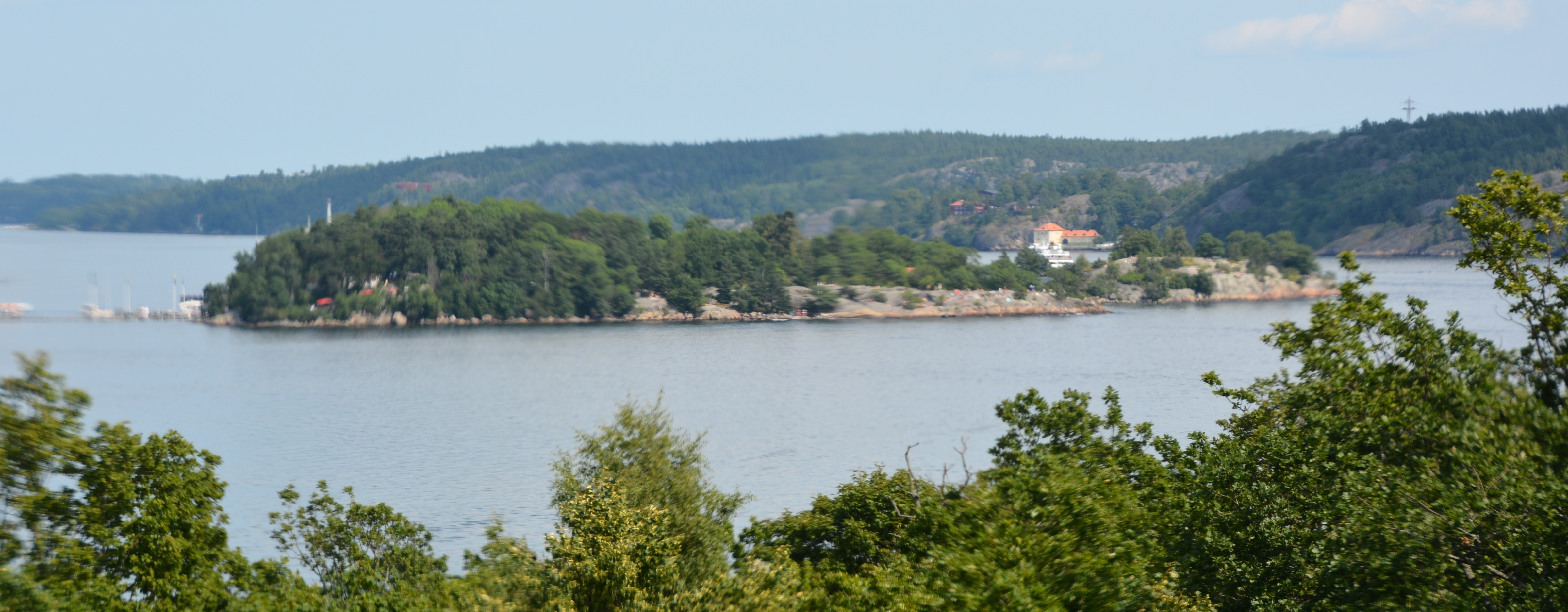
Fjäderholmarna vu de Blockhusudden.

## Accès
Les îlots sont accessibles par des liaisons maritimes régulières depuis Nybrokajen, Slussen, Ropsten et Nacka Strand. Depuis Nybrokajen, 
le trajet en bateau dure environ 20 minutes.

## Galerie

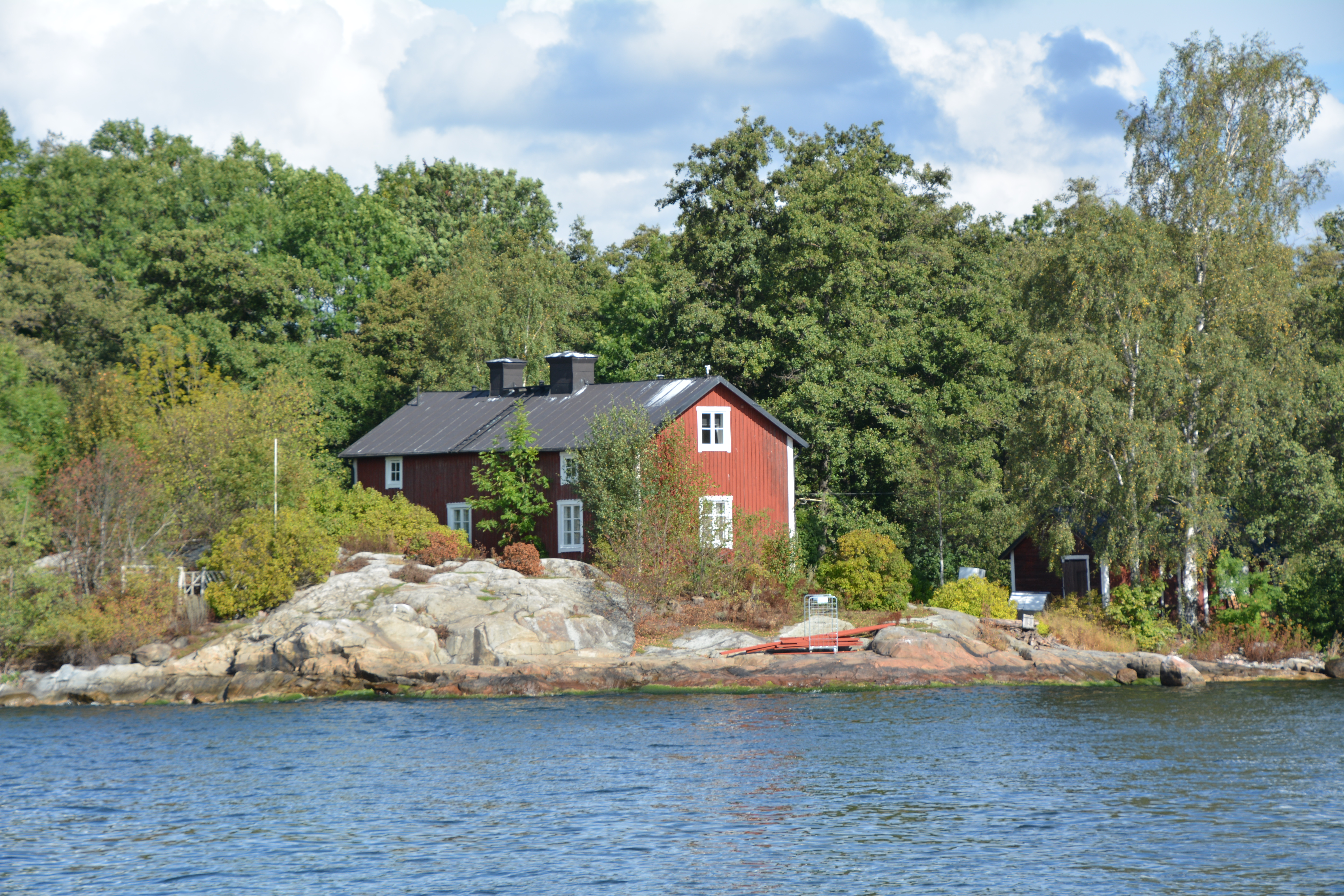
Ängsholmen.
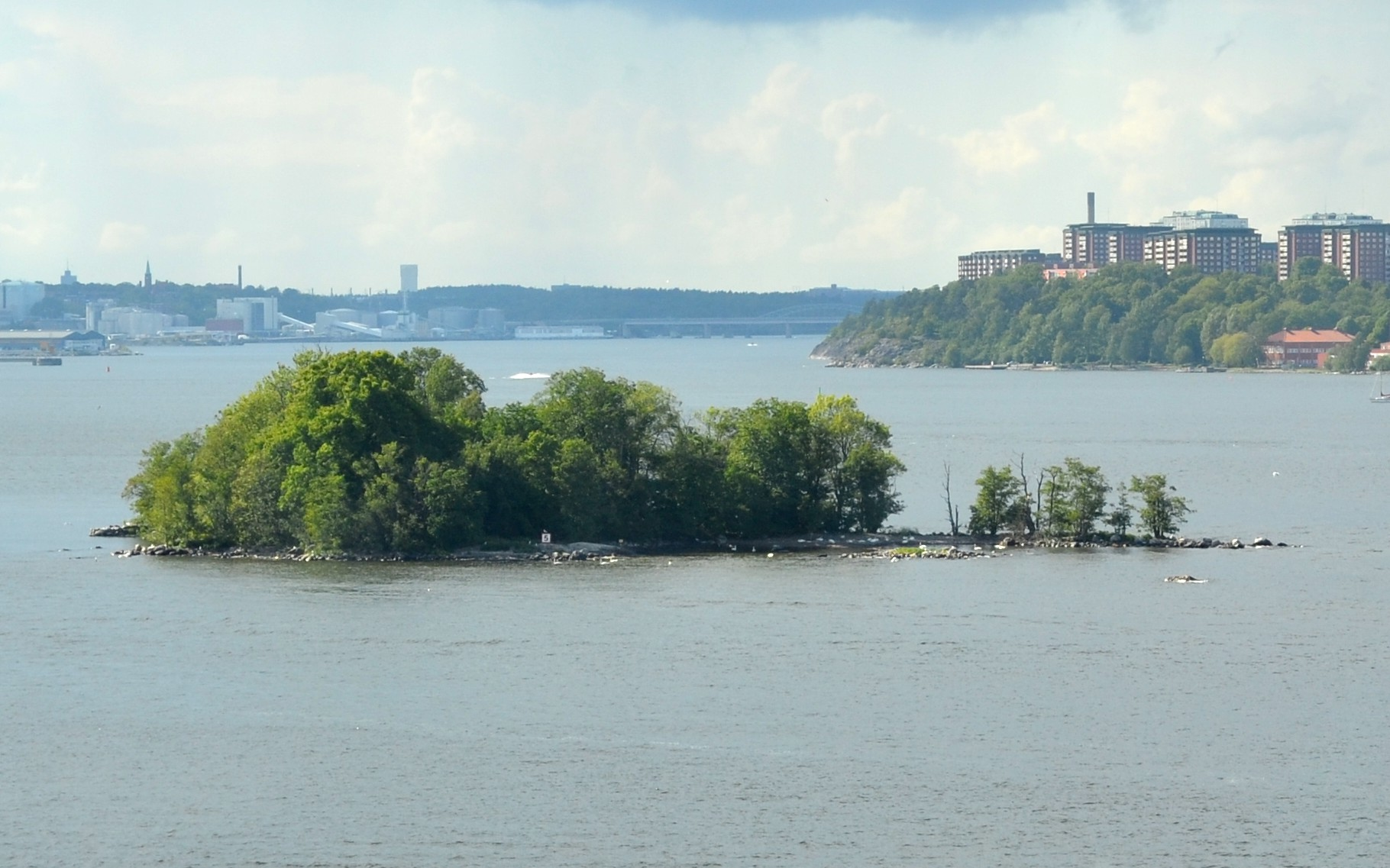
Libertas
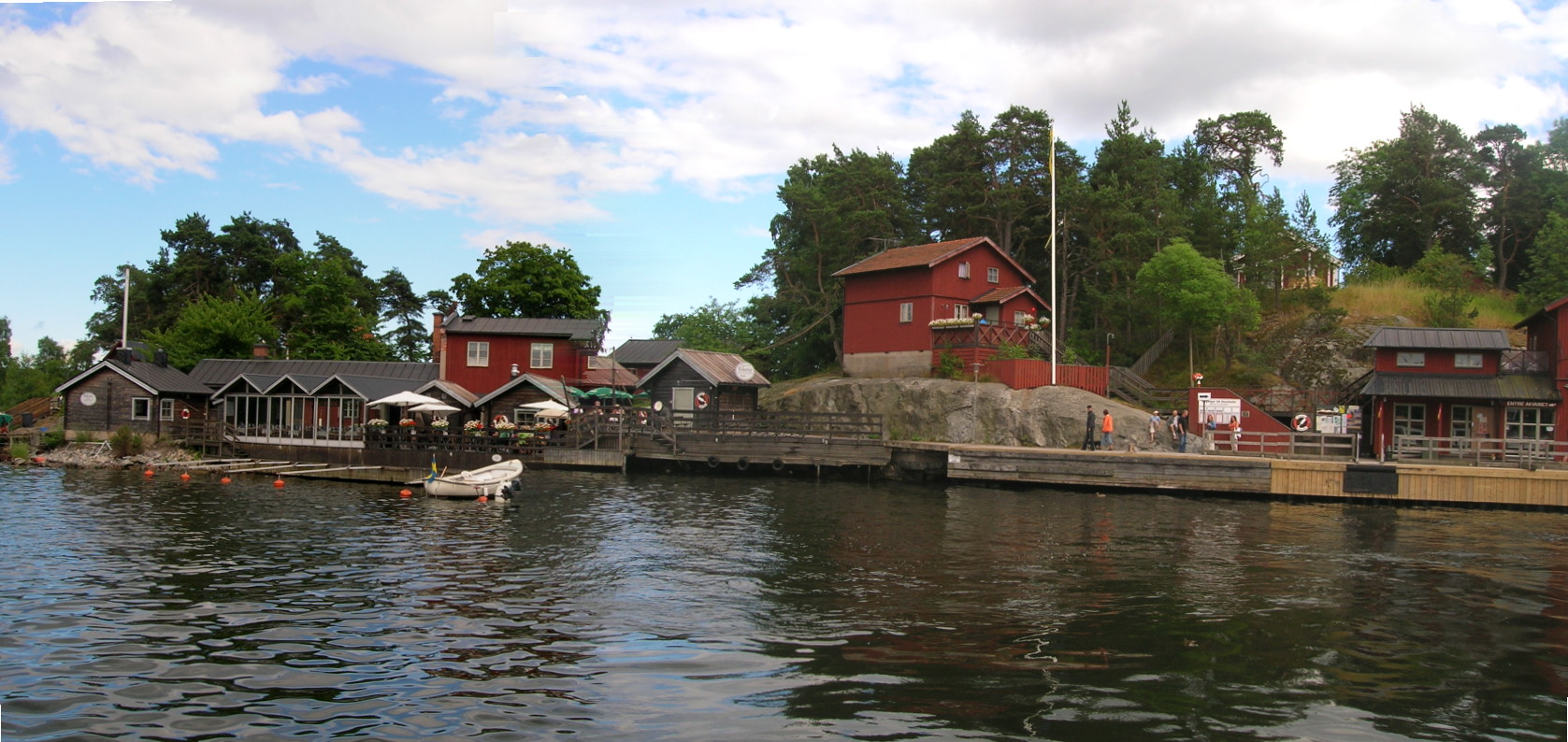
Färjeläget et le port.